# 明州府
明州府，中国明朝时设置的府。
吴元年（元惠宗至正二十七年，1367年）朱元璋改庆元路置明州府，属浙江行省。治所在鄞县（今浙江省宁波市）。下辖鄞县、慈谿县（今浙江省慈溪市）、定海县（今宁波市镇海区）、象山县、奉化州（今宁波市奉化区）、昌国州（今浙江省舟山市）。辖境相当今浙江省四明山以东、天台山以北及舟山群岛等地。明太祖洪武二年（1369年），奉化州改为奉化县、昌国州改为昌国县。洪武十四年（1381年）避讳国号，改名为宁波府。